# KBR museum
Le KBR museum est un musée de la Bibliothèque royale de Belgique (KBR). Il a été ouvert le 18 septembre 2020. 
La collection comprend de nombreux manuscrits provenant de la Bibliothèque des ducs de Bourgogne, créée par Philippe II de Bourgogne et constamment enrichie par la suite. Les ouvrages les plus anciens de la collection datent du XIIIe siècle et les plus récents de 1492.
La collection du KBR museum totalise aujourd'hui près de 35 000 manuscrits, dont 4 500 codices médiévaux, dus à des copistes illustres tels Jean Miélot, Jean Wauquelin et David Aubert et enluminés par des miniaturistes tels Willem Vrelant, Loyset Liédet, Jean Tavernier, Philippe de Mazerolles, Simon Marmion et Liévin van Lathem. Parmi les principaux chefs-d’œuvre, il faut citer les Chroniques de Hainaut (1450) commandées par Philippe le Bon avec une miniature due à Rogier van der Weyden.
Le premier niveau du musée présente les différentes étapes de la réalisation d’un manuscrit : préparation du support, travail du copiste, enluminure et reliure.
Outre les manuscrits, le musée expose aussi des peintures, des retables, des sculptures, des armes et des objets du quotidien permettant d'illustrer le contexte historique des manuscrits. Les informations sur les manuscrits exposés et sur leur époque sont disponibles en cinq langues (français, néerlandais, anglais, allemand et espagnol).
Le musée est installé dans et autour de la chapelle de Nassau. On y accède par la porte principale de la Bibliothèque royale de Belgique (KBR), située au centre de Bruxelles. Pour des raisons de conservation, les pièces exposées sont modifiées trois fois par an.

## Photos

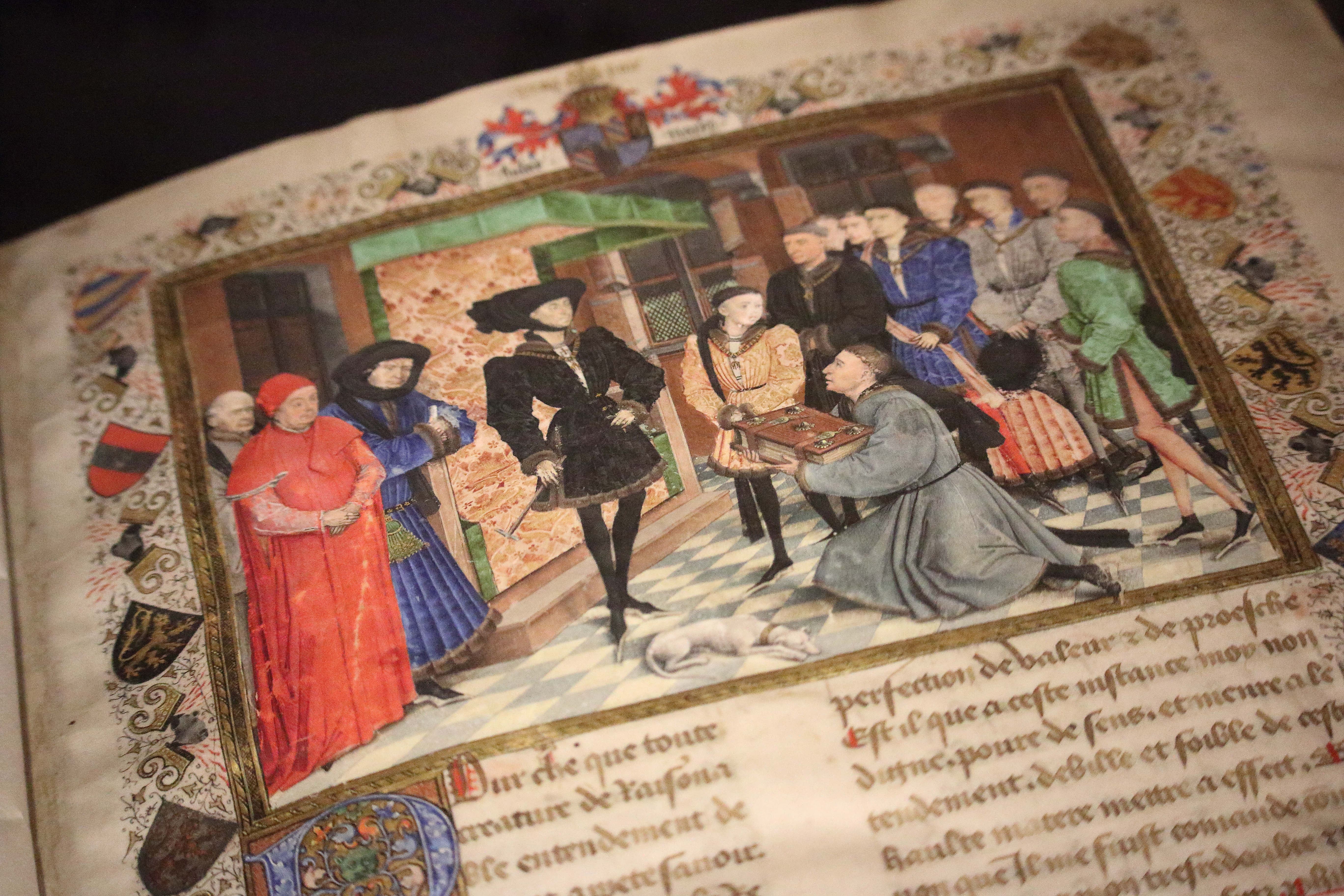
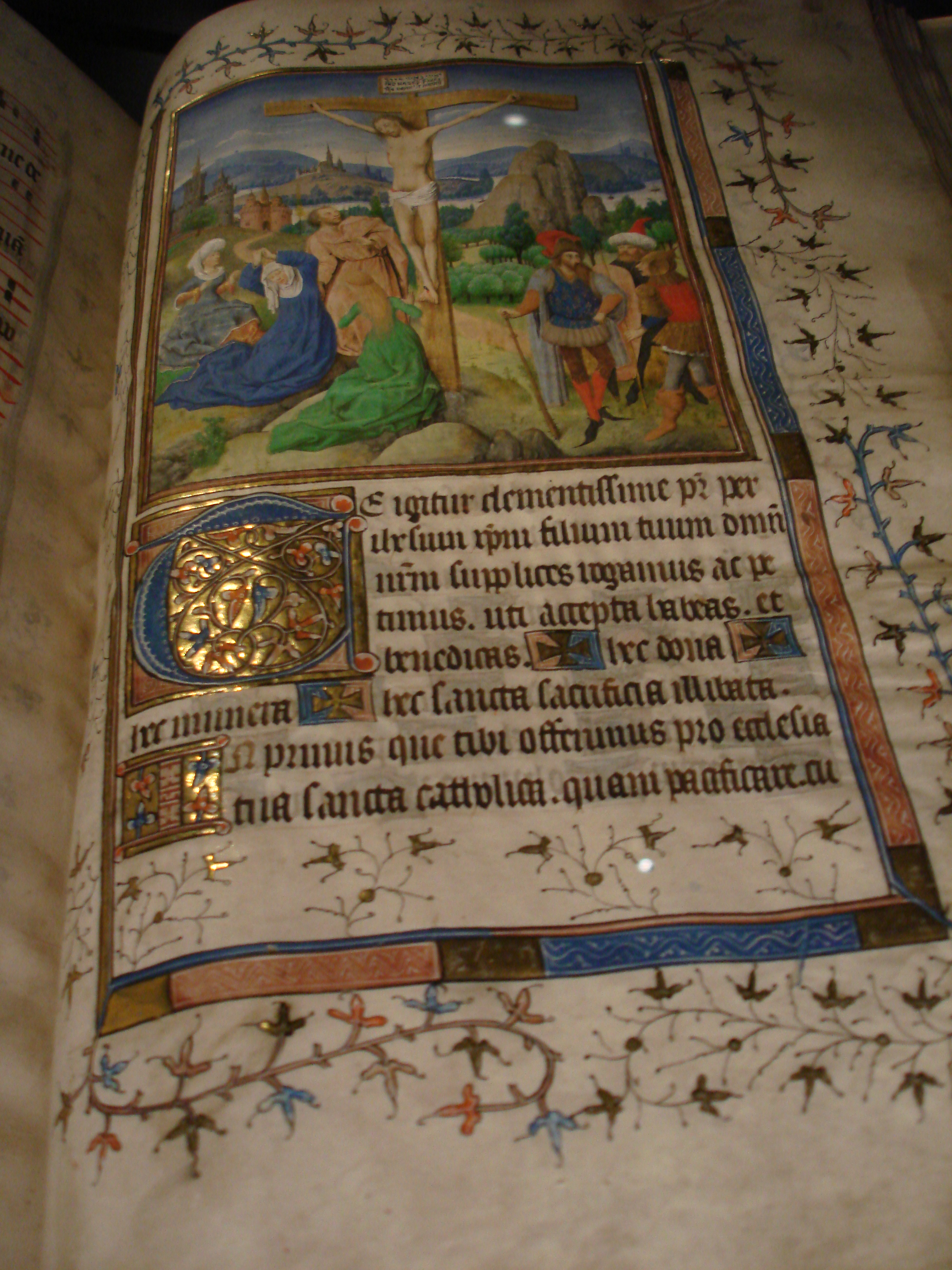
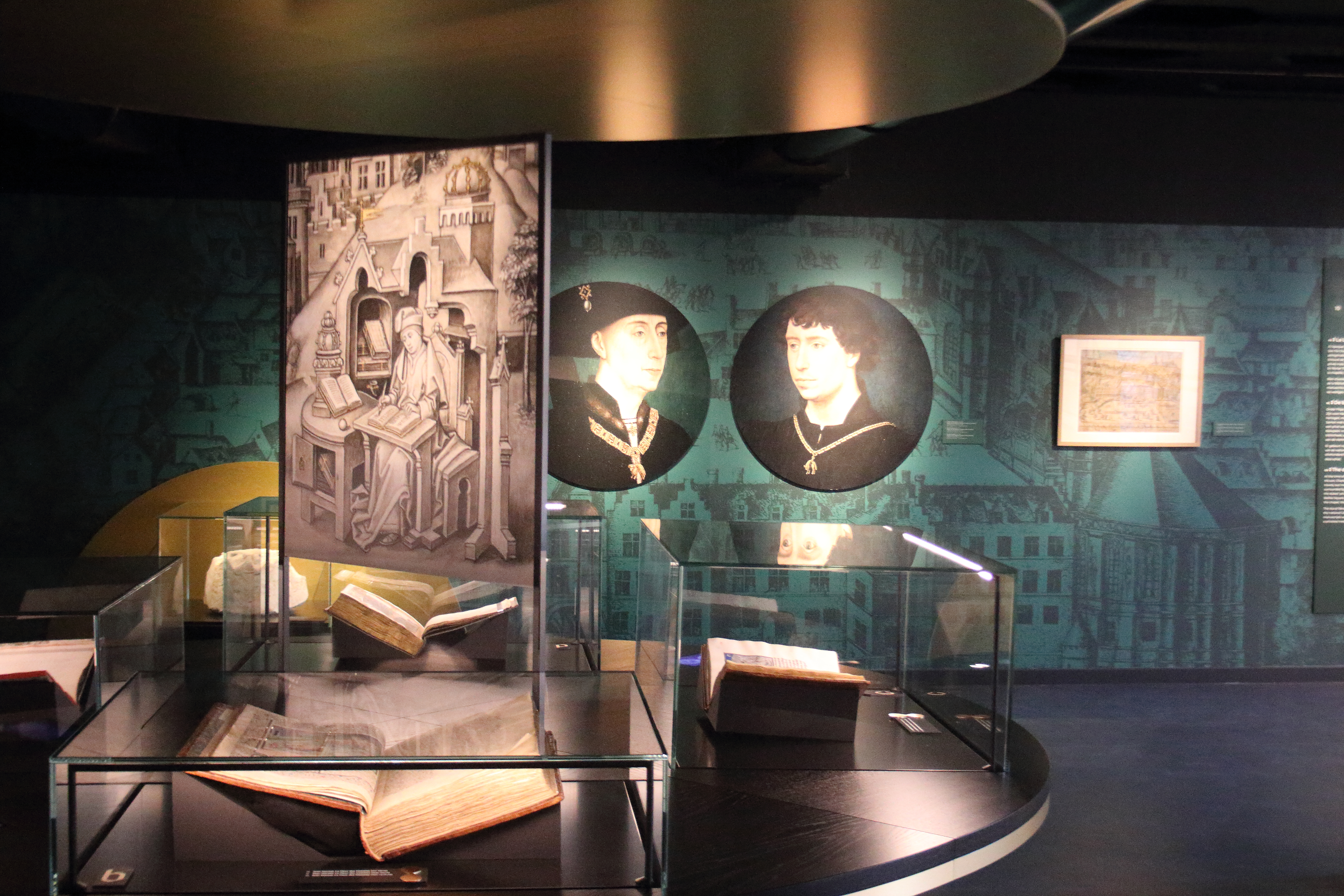
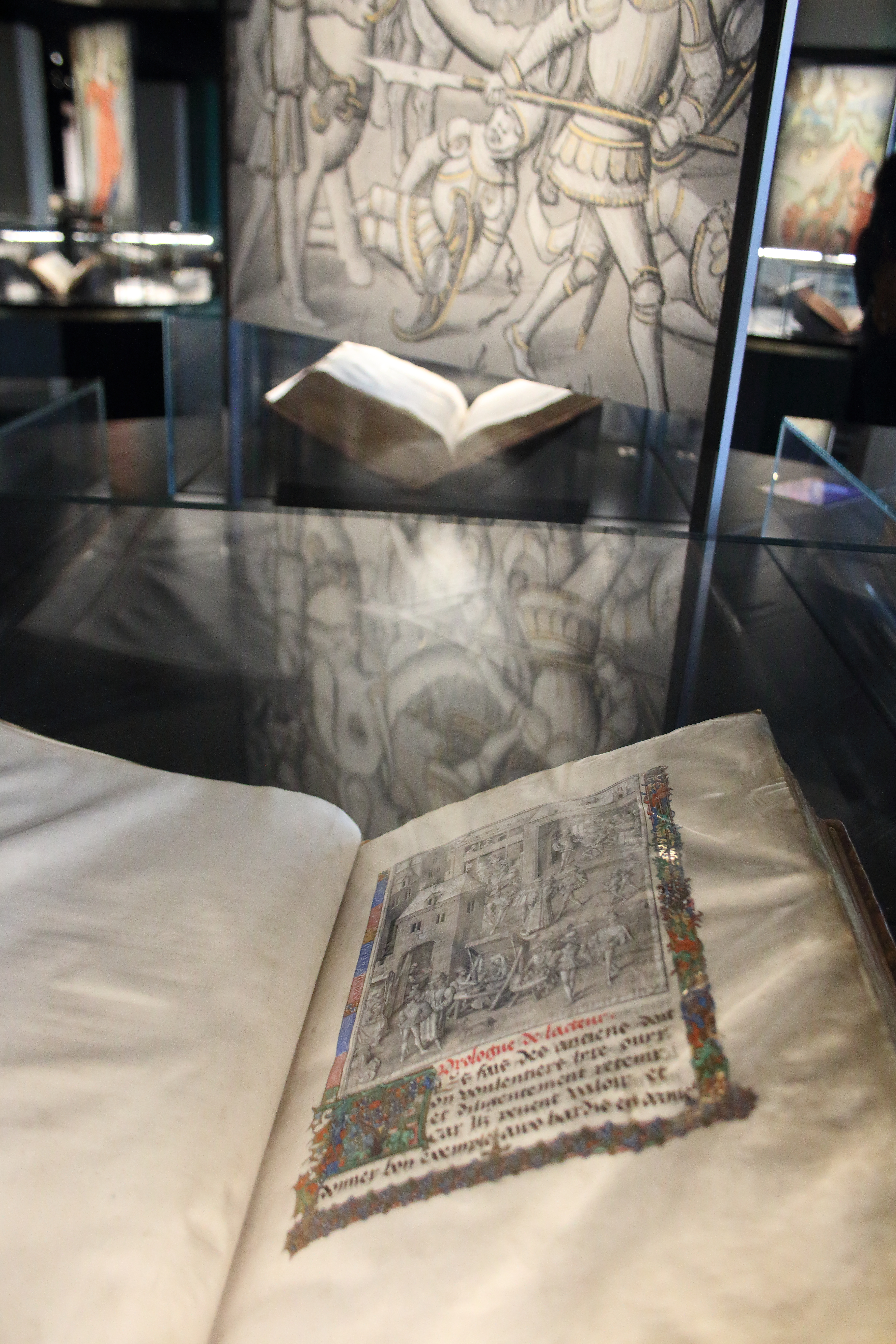